# Elsie Clews Parsons
Elsie Worthington Clews Parsons (27 de noviembre de 1875 – 19 de diciembre de 1941) fue una antropóloga, socióloga, folklorista y feminista norteamericana que estudió a las tribus Nativas americanas —como los Tewa y los Hopi—en Arizona, Nuevo México y México. Ayudó a fundar La Nueva Escuela.
Trabajó como editora asociada en la Revista de Folclore Americano (1918-1941), fue presidente de la Sociedad Americana de Folclore (1919-1920), presidente de la Sociedad Etnológica Americana (1923-1925), y fue elegida como la primera presidente mujer de la Asociación Americana de Antropología (1941) meses antes de su muerte.

## Biografía
Parsons era hija de Henry Clews, un adinerado banquero de Nueva York, y Lucy Madison Worthington. Su hermano, Henry Clews, Jr. era un artista. 
En 1896, consiguió su título de grado en el Barnard College. Recibió su maestría (1897) y doctorado (1899) en la Universidad de Columbia.
El 1 de septiembre de 1900, en Newport, Rhode Island, se casó con el futuro congresista republicano progresivo Herbert Parsons, asociado y aliado político del Presidente Theodore Roosevelt. Mientras su marido se desempeñaba como miembro del Congreso, Elsie publicó dos libros considerados polémicos en su momento, utilizando el seudónimo John Main.
Comenzó a interesarse en la antropología hacia 1910. Su artículo Religión de los Indios Pueblo es considerado un clásico; en él reunía todos sus trabajos previos y también el de otros autores.
Sin embargo, ciertos críticos académicos modernos la señalan a menudo como un ejemplo arquetípico de pensadora "Feminista Anti-Modernidad", conocida por su infatuación de los indios nativos americanos usualmente manifestada como un deseo de preservar la identidad indígena "pura" y "tradicional", sin mostrar consideración por la forma en que los pueblos nativos afrontaban los asuntos de modernización o cambio cultural. Grande (2004, p. 134) argumenta que sus tendencias racistas y objetivantes hacia los pueblos indígenas de Norteamérica resultan evidentes, por ejemplo, en su interés de cambiar su nombre y apropiarse de una "identidad" Hopi principalmente para aumentar su acceso a sitios de investigación. (Jacobs 1999, p. 102).[cita requerida]
Cada dos años, la Sociedad Etnológica Americana otorga en su honor el Premio Elsie Clews Parsons al mejor ensayo de un estudiante de posgrado.

## Trabajos

### Primeros trabajos de sociología
- La Familia (1906)
- Castidad religiosa (1913)
- La Mujer Anticuada (1913)
- Miedo y Convencionalidad (1914)
- Libertad social (1915)
- Regla social (1916)

### Antropología
- La Organización Social de los Tewa de Nuevo México (1929)
- Ceremonialismo Hopi y Zuni (1933)
- Religión de los indios Pueblo (1939)

### Etnografías
- Mitla: Ciudad de las Almas (1936)
- Peguche (1945)

### Investigaciones sobre folclore
- Folclore de las Islas de Cabo Verde (1923)
- Folclore de las Islas del Mar, S.C. (1924)
- Folclore de las Antillas, Francesas e Inglesas (3 v. 1933-1943)

### Reimpresiones
- Parsons, Elsie Clews (1992). North American Indian Life: Customs and Traditions of 23 Tribes. Dover Publications. 1992. ISBN 0-486-27377-6.
- Parsons, Elsie Clews (1996). Taos Tales. Dover Publications. 1996. ISBN 0-486-28974-5.
- Parsons, Elsie Clews (1994). Tewa Tales. University of Arizona Press. 1994. ISBN 0-8165-1452-6.
- Parsons, Elsie Clews (1997). Fear and Conventionality. University Of Chicago Press. 1997. ISBN 0-226-64746-3.